# 리카르도 카라펠레세
리카르도 카라펠레세(이탈리아어: Riccardo Carapellese rikˈkardo karapelˈleːse; -eːze[*]; 1922년 7월 1일, 풀리아 주 체리뇰라 ~ 1995년 10월 20일, 리구리아 주 라팔로)는 이탈리아의 전 축구 선수로, 현역 시절 스트라이커로 활약했다.

## 클럽 경력
카라펠레세는 1942-43 시즌에 세리에 B의 스페치아에서 축구를 시작했는데, 그는 이 곳에서 19경기에 출전해 3골을 기록했다. 코모에서 잠시 몸을 담은 카라펠레세는 밀란 소속으로 세리에 A 무대 첫 발을 디뎠고, 이후 1949년까지 롬바르디아 연고 구단에서 활약하며 국가대표팀 경기 출전 기회도 얻었다. 1949-50 시즌에 위대한 토리노가 수페르가의 비극으로 명을 달리하면서 전력 보강이 필요했던 토리노로 이적해 발렌티노 마촐라의 주장 완장을 물려받았다.
1952년, 그는 연고지 경쟁 구단 유벤투스로 이적해 1년 동안 "하양-검정 군단"(Bianconeri) 소속으로 1년 뛰다가 제노아로 이적했다. 1957년, 그는 카타니아로 이적하면세 세리에 B 무대로 돌아갔고, 1959년에 현역에서 은퇴했다. 카라펠레세는 총 318번의 리그 경기에 출전해 111골을 기록했다.

## 국가대표팀 경력
이탈리아 국가대표팀 일원이기도 한 카라펠레세는 1947년 11월에 1-5로 패한 오스트리아와의 원정 경기에서 처음 출전해 이탈리아의 영패를 면하는 골을 득점했다. 그는 1950년 월드컵에 이탈리아의 주장으로 참가해 스웨덴전과 파라과이전에서 도합 2골을 넣었다.

## 사생활
카라펠레세는 포자 도 체리뇰라 출신이다. 그는 1995년에 향년 73세로 라팔로에서 영면에 들었다.